# Franziska Gminder
 (septembre 2021).
Franziska Gminder, née le 4 février 1945 à Jablonec nad Nisou (Allemagne nazie), est une femme politique allemande, membre du parti Alternative pour l'Allemagne. Elle est élue au Bundestag, à la suite des élections de 2017. Elle n'est pas réélue lors des élections de 2021.